# Solanum maestrense
Solanum maestrense är en potatisväxtart som beskrevs av Ignatz Urban. Solanum maestrense ingår i släktet skattor som ingår i familjen potatisväxter. Inga underarter finns listade i Catalogue of Life.